# Exsultet

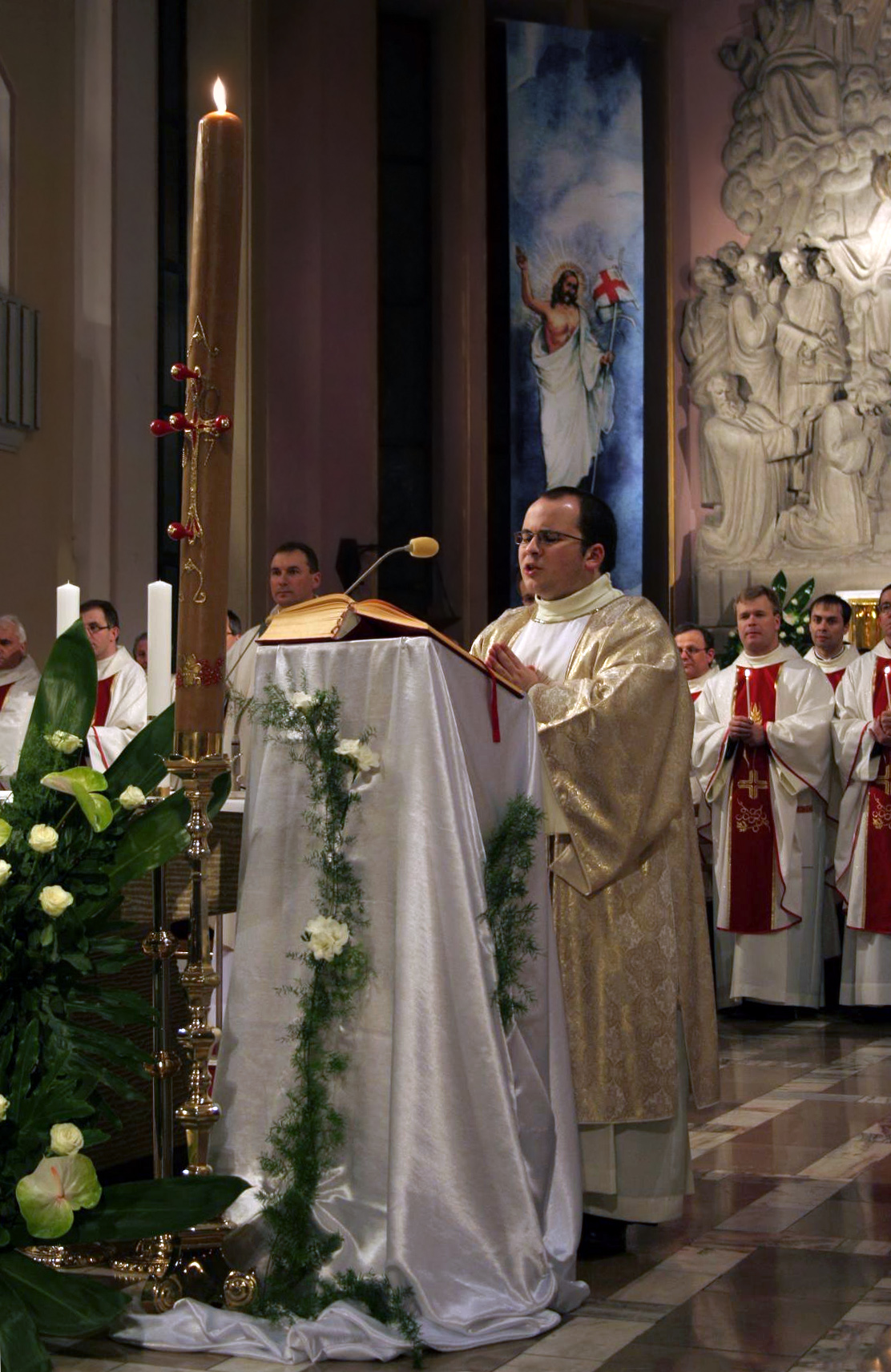
Диакон читает Exsultet

Exsultet, в альтернативной орфографии Exultet (лат. Praeconium paschale — Провозглашение Пасхи) — праздничная молитва («гимн») в латинском обряде. Название происходит от начальных слов молитвы лат. Exsultet jam angelica turba («Да ликуют сонмы ангелов»). Входит в состав пасхального богослужении Навечерия Пасхи Католической церкви. Используется в англиканской церкви, в ряде лютеранских церквей. У католиков в амвросианском обряде текст Exultet немного отличается от римского. «Провозглашение Пасхи» обычно распевает диакон, при его отсутствии священник или чтец.

## Богослужение
В католическом богослужении «Exsultet» провозглашается на Литургии Света, первой части пасхального богослужения, сразу после процессии с зажжённой пасхальной свечой. Во время процессии все присутствующие в храме зажигают от пасхала свечи и во время пения «Exsultet» стоят с зажжёнными свечами. По окончании процессии диакон устанавливает пасхал на специальный подсвечник в пресвитерии и просит у священника благословения на провозглашение Пасхи. Священник отвечает: «Господь да будет в сердце твоём и в устах твоих, дабы достойным и подобающим образом возвестил ты Провозглашение Пасхи Его: во имя Отца, и Сына, и Святого Духа». Диакон отвечает «Аминь» и подходит к амвону, с которого провозглашает Exsultet.

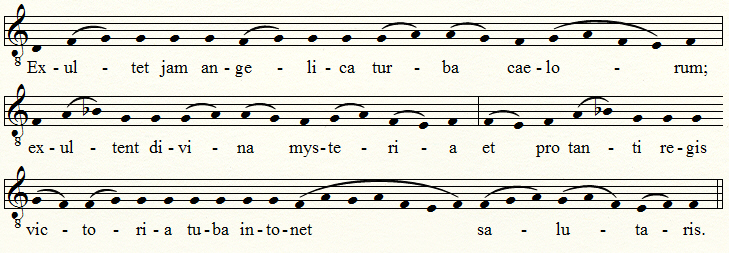
Речитационный тон 'Exultet' в одной из самых орнаментированных версий (XII век). Апостольская библиотека Ватикана, Ms. Barb. 545, f.226.

### Музыкальное оформление
В музыкальном отношении молитва «Exsultet» представляет собой псалмодический речитатив, как правило, силлабический, редко — с некоторым количеством мелизматики. Его архаическую природу подчёркивают выраженный тенор (многократно повторяющийся опорный тон) и сравнительно небольшой амбитус (ср. Te Deum). В изданиях Liber usualis дан только текст, музыкальной нотации нет. Речитационный тон (поздний) для «Exsultet» приведён в обиходной книге «Officium et Missa ultimi tridui» (1947, p.227). Древние версии «Exsultet» по разным средневековым рукописям Италии, Франции, Германии даёт в третьем томе своей монографии «Введение в григорианику» Петер Вагнер.

## История
Освящение пасхальной свечи в богослужение Навечерия Пасхи и пение пасхального гимна практикуются на Западе как минимум с V века. Liber Pontificalis приписывает введение этого обряда в римское богослужение папе Зосиме. В древности наряду с «Exsultet» существовали и другие (аналогичные по функции) гимны, но впоследствии они были вытеснены данным. Так, в сакраменталии папы Геласия (конец V века) присутствует пасхальная молитва «Deus mundi conditor», не встречающаяся где-либо ещё. Примечательно, что эта исчезнувшая молитва содержит текст о матери-пчеле, фрагмент, имеющий, по всей видимости, древнейшее происхождение и присутствующий во всех исторических вариантах «Провозглашения Пасхи», включая «Exsultet». В средневековой Италии существовала традиция записывать текст гимна на длинных, богато украшенных пергаментных свитках, которые постепенно разворачивались перед диаконом по мере чтения.
В первой части гимна монолог чтеца прерывается на диалог, известный как Sursum corda и входящий в состав анафоры. Хотя «Exsultet» не имеет никакого отношения к Евхаристической литургии, включение в него «Sursum corda» подчёркивает его торжественный характер.
Анализ метрики «Exsultet» свидетельствует о его создании в промежуток между V и VII веками. Самые ранние из сохранившихся манускриптов с текстом гимна (без музыкальной нотации) датируются концом VII — началом VIII века (Миссал Боббио, Missale Gothicum и Missale Gallicanum Vetus).
C VII по XII век в текст пасхальной молитвы вносились изменения. Окончательная форма «Exsultet» была зафиксирована при папе Иннокентии III, после чего остаётся неизменной до наших дней, за исключением небольших правок в XX веке (в частности, была удалена молитва за императора Священной Римской империи).